# Ischnispa
Ischnispa là một chi bọ cánh cứng trong họ Chrysomelidae.
Chi này được miêu tả khoa học năm 1963 bởi Gressitt.

## Các loài
Các loài trong chi này gồm:
- Ischnispa nigra Gressitt, 1963
- Ischnispa sulcata Gressitt, 1963